# 四庫全書総目提要
『四庫全書総目提要』（しこぜんしょ そうもく ていよう、満洲語：ᡥᡝᠰᡝᡞ
ᠲᠣᡍᠳᠣᠪᡠᡥᠠ
ᡩᡠᡞᠨ
ᠨᠠᠮᡠᠨ ᡳ
ᠶᠣᠣᠨᡞ
ᠪᡞᠣᠠᡥᡝᡞ
ᠣᠶᠣᠩᡤᠣ ᠪᡝ
ᡨᡠᡤᡞᠶᡝᠮᡝ
ᡤᠠᠵᡞᡥᠠᠩᡤᡝ、転写：hesei toktobuha duin namun i yooni bithei oyonggo be tugiyeme gajihangge）は、中国最大の解題目録である。清朝の乾隆帝の奉勅撰、全200巻。1782年（乾隆47年）成立。「四庫提要」「四庫全書総目」ともいう。

## 概要
『四庫全書』の編纂の過程で作成された、経・史・子・集の四部分類に区分した各文献の提要（解題）をまとめたもの。四部を45類（経部10類・史部16類・子部14類・集部5類）、67子目に編制している。『四庫全書』に収録された文献、および未収録の文献（「存目」書）もあわせて、合計10,254種、172,860巻の、春秋戦国時代より清朝初期に至る文献が収録されている。
四庫全書の各収録書の巻頭にも、本書に収録される提要が附されているが、本書の文章との間には異同がある場合も見られる。
また、本書の四部分類法は、歴代の分類法を集大成したものであり、その後の蔵書目録の模範的な分類基準となった。この点で、本書の成立は、中国の書誌学上の画期的な出来事とされている。

## テキスト
『四庫全書総目提要』は『四庫全書』自身と同様、もとは手書きであった。のちに乾隆60年（1795年）に浙江で刊行された（浙本）。ほかに武英殿で出版されたもの（殿本）や浙本をもとに広東で刊行された本（粤本）がある。
- 1933年上海商務印書館刊本
- 全国漢籍データベース協議会『全國漢籍データベース 四庫提要』